# Патриотический и демократический фронт Великого национального союза Кампучии
Патриоти́ческий и демократи́ческий фронт вели́кого национа́льного сою́за Кампучи́и (кхмер. រណសិរ្សប្រជាធិបតេយ្យស្នេហាជាតិនៃមហាសាមគ្គីជាតិកម្ពុជា) — камбоджийская политическая организация времен кампучийско-вьетнамского конфликта 1978—1979 гг. Основана Красными кхмерами для борьбы против вьетнамской оккупации и провьетнамского режима Хенг Самрина. Председатель — Кхиеу Сампхан. Была представлена в Коалиционном правительстве Демократической Кампучии (CGDK).

## Создание
7 января 1979 года в Пномпень вступили вьетнамские войска. Режим Демократической Кампучии был свергнут. В условиях оккупации был создано провьетнамское правительство Хенг Самрина, формально возглавившее НРК. Красные кхмеры отступили на запад страны и повели партизанскую войну.
21 августа 1979 на территории, контролируемой вооружёнными формированиями «Красных кхмеров» было объявлено создание Патриотического и демократического фронта великого национального союза Кампучии (PDFGNUK). Эта политическая структура формировалась на базе полпотовской компартии, но существенно изменила политико-идеологические установки и риторику. Коммунистические лозунги были резко приглушены. На первый план выведен кхмерский национализм, призыв к общенациональному сплочению против «вьетнамского врага», «клики Ле Зуана». Председателем PDFGNUK стал Кхиеу Самфан, занимавший в иерархии «Красных кхмеров» четвёртую позицию, после Пол Пота, Нуон Чеа и Иенг Сари.

Считалось, что в «краснокхмерской» верхушке Кхиеу Самфан причастен к геноциду несколько менее других, но никто не сомневался, что реальную политику определяет Пол Пот.

## Программа
В программе PDFGNUK содержался призыв к вооружённой борьбе против «вьетнамских агрессоров и хенгсамриновских марионеток», «до полного национального освобождения». Далее шли очевидные новации: обещание гарантировать в будущей Кампучии «демократические свободы в политической, духовной и материальной жизни», установить систему парламентской демократии во взаимодействии с ООН. В области экономики авторы программы обещали «поддерживать индивидуальную и семейную активность в сельском хозяйстве, промышленности и торговле» (по смыслу, речь шла о частной собственности и рыночной экономике). Говорилось также о защите национальных традиций и культуры.
PDFGNUK признавал «ошибки», совершённые в период правления 1975—1978, декларировал восстановление прав и свобод, особенно в сферах личной жизни и вероисповедания. Такие программные установки смотрелись как фактический разрыв с многолетней идеологией «Красных кхмеров».

## Эволюция
Создание PDFGNUK являло собой попытку (согласованную с руководством КНР) создать политическую структуру исключительно на базе «Красных кхмеров» или под их эгидой, установить их монополию в сопротивлении. Попытка не удалась. С начала 1980-х «Красным кхмерам» пришлось действовать в военно-политическом союзе с республиканцами Сон Санна и монархистами Сианука. PDFGNUK трансформировался в Партию Демократической Кампучии, хотя формально просуществовал до 1987 года.
Программные установки PDFGNUK определили направление дальнейшей фразеологической эволюции «Красных кхмеров».